# Ponor, Alba
Ponor (în maghiară Nagyponor) este satul de reședință al comunei cu același nume din județul Alba, Transilvania, România.

## Așezare
Localitatea Ponor este situată la poalele nordice ale Munților Trascăului, pe râurile Cheia și Geogel. Accesul se face inițial spre Râmeț, fie pe DJ750C Teiuș-Stremț-Râmeț (aproximativ 41 km), fie dinspre Aiud pe DJ107I (aproximativ 40 km). Ulterior se ajunge prin Cheile Râmețului-Brădești-Ponor. 

## Istoric
Prima atestare documentară datează din anul 1648. Pe Harta Iosefină a Transilvaniei din 1769-1773 (Sectio 138), localitatea apare sub numele de „Ponor”. 

## Date economice
Ocupația de bază a locuitorilor comunei este creșterea animalelor, în special vaci și oi.

## Obiective turistice
- Munții Trascăului
- Mănăstirea Ponor

În satul Ponor se află o mănăstire ortodoxă de călugări ce are hramurile Înălțarea Domnului și Sfântul Ierarh Nectarie[A] și aparține de Arhiepiscopia Ortodoxă de Alba Iulia, Mitropolia Ardealului. Din satul de reședință, se ajunge la mănăstire pe un drum  nemodernizat[B] de 4,75 km.
Lăcașul are forma unei cetăți, având în centru biserica, iar în clădirea înconjurătoare paraclisul și trapeza, atelierele la parter și chiliile la mansardă. Cu câțiva kilometri mai jos se află o mănăstire de călugărițe, soră cu cea principală.
Construcția mănăstirii a început în anul 2002, primind pentru paraclis hramul Sfântului Nectarie Taumaturgul (1846–1920), iar pentru biserica mare pe cel al Înălțării Domnului.

## Personalități locale
- Victor Ciorbea, prim-ministru al României (1996-1998).
- Aurel Ciorbea (1889-1957), delegat la Marea Adunare Națională de la Alba Iulia din 1918.